# Codes postaux à Taïwan

Plus postaux des zones de Taiwan

Les codes postaux (Chinois traditionnel: 郵遞區號; pinyin: Yóudì qūhào; Pe̍h-ōe-jī: Iû-tē khu-hō) à Taïwan est un système de trois chiffres plus deux chiffres utilisés par Chunghwa Post. Il existe 368 ensembles de codes à trois chiffres pour les cantons, les villes et les districts d Taïwan.
Les villes de Chiayi et de Hsinchu comportent un code unique couvrant l'ensemble de leurs districts. Les îles inhabitées contrôlées par Taïwan telles que les Dongsha (Pratas) et les Nansha (Spratley) ont chacune un code unique. Les îles Diaoyu (Senkaku) (actuellement contrôlées par le Japon) possède également un code, bien qu'il n'existe pas de livraisons. 
Omettre les deux chiffres supplémentaires reste acceptable, mais utiliser un code à cinq chiffres accélérera la livraison du courrier.

## Codes postaux par zone géographique
Le premier chiffre correspond à une zone géographique postal de grande importance:
| Premier chiffre | Villes                     | Comtés                    | Îles subsidiaires           |
| --------------- | -------------------------- | ------------------------- | --------------------------- |
| 1               | Taipei                     |                           |                             |
| 2               | Nouveau Taipei, Keelung    | Yilan, Lienchiang (Matsu) | Îles Diaoyu                 |
| 3               | Hsinchu, Taoyuan           | Hsinchu, Miaoli           |                             |
| 4               | Taichung                   |                           |                             |
| 5               | Changhua, Nantou           |                           |                             |
| 6               | Chiayi                     | Chiayi, Yunlin            |                             |
| 7               | Tainan                     |                           |                             |
| 8               | Kaohsiung                  | Penghu, Kinmen            | îles Pratas, îles Spratleys |
| 9               | Pingtung, Taitung, Hualien |                           |                             |

## Classification des codes postaux
Ci-dessous la liste des codes postaux à Taiwan.

### 1 – Taïpei
| Code   | Subdivision            | Chinois |
| Taipei | Taipei                 | Taipei  |
| ------ | ---------------------- | ------- |
| 100    | District de Zhongzheng | 中正區  |
| 103    | District de Datong     | 大同區  |
| 104    | District de Zhongshan  | 中山區  |
| 105    | District de Songshan   | 松山區  |
| 106    | District de Da'an      | 大安區  |
| 108    | District de Wanhua     | 萬華區  |
| 110    | District de Xinyi      | 信義區  |
| 111    | District de Shilin     | 士林區  |
| 112    | District de Beitou     | 北投區  |
| 114    | District de Neihu      | 內湖區  |
| 115    | District de Nangang    | 南港區  |
| 116    | District de Wenshan    | 文山區  |

### 2 – Keelung, Matsu, Nouveau Taïpei et Yilan
| Code                             | Subdivision            | Chinois    |
| Keelung                          | Keelung                | Keelung    |
| -------------------------------- | ---------------------- | ---------- |
| 200                              | District de Ren'ai     | 仁愛區     |
| 201                              | District de Xinyi      | 信義區     |
| 202                              | District de Zhongzheng | 中正區     |
| 203                              | District de Zhongshan  | 中山區     |
| 204                              | District d'Anle        | 安樂區     |
| 205                              | District de Nuannuan   | 暖暖區     |
| 206                              | District de Qidu       | 七堵區     |
| Comté de Lienchiang (îles Matsu) |                        |            |
| 209                              | Canton de Nangan       | 南竿鄉     |
| 210                              | Canton de Beigan       | 北竿鄉     |
| 211                              | Canton de Juguang      | 莒光鄉     |
| 212                              | Canton de Dongyin      | 東引鄉     |
| Nouveau Taïpei                   |                        |            |
| 207                              | District de Wanli      | 萬里區     |
| 208                              | District de Jinshan    | 金山區     |
| 220                              | District de Banqiao    | 板橋區     |
| 221                              | District de Xizhi      | 汐止區     |
| 222                              | District de Shenkeng   | 深坑區     |
| 223                              | District de Shiding    | 石碇區     |
| 224                              | District de Ruifang    | 瑞芳區     |
| 226                              | District de Pingxi     | 平溪區     |
| 227                              | District de Shuangxi   | 雙溪區     |
| 228                              | District de Gongliao   | 貢寮區     |
| 231                              | District de Xindian    | 新店區     |
| 232                              | District de Pinglin    | 坪林區     |
| 233                              | District de Wulai      | 烏來區     |
| 234                              | District de Yonghe     | 永和區     |
| 235                              | District de Zhonghe    | 中和區     |
| 236                              | District de Tucheng    | 土城區     |
| 237                              | District de Sanxia     | 三峽區     |
| 238                              | District de Shulin     | 樹林區     |
| 239                              | District de Yingge     | 鶯歌區     |
| 241                              | District de Sanchong   | 三重區     |
| 242                              | District de Xinzhuang  | 新莊區     |
| 243                              | District de Taishan    | 泰山區     |
| 244                              | District de Linkou     | 林口區     |
| 247                              | District de Luzhu      | 蘆洲區     |
| 248                              | District de Wugu       | 五股區     |
| 249                              | District de Bali       | 八里區     |
| 251                              | District de Tamsui     | 淡水區     |
| 252                              | District de Sanzhi     | 三芝區     |
| 253                              | District de Shimen     | 石門區     |
| Comté de Yilan                   |                        |            |
| 260                              | Yilan                  | 宜蘭市     |
| 261                              | Canton de Toucheng     | 頭城鎮     |
| 262                              | Canton de Jiaoxi       | 礁溪鄉     |
| 263                              | Canton de Zhuangwei    | 壯圍鄉     |
| 264                              | Canton de Yuanshan     | 員山鄉     |
| 265                              | Canton de Luodong      | 羅東鎮     |
| 266                              | Canton de Sanxing      | 三星鄉     |
| 267                              | Canton de Datong       | 大同鄉     |
| 268                              | Canton de Wujie        | 五結鄉     |
| 269                              | Canton de Dongshan     | 冬山鄉     |
| 270                              | Canton de Su'ao        | 蘇澳鎮     |
| 272                              | Canton de Nan'ao       | 南澳鄉     |
| 290                              | Îles Diaoyu            | 釣魚台列嶼 |

### 3 – Hsinchu, Miaoli et Taoyuan
| Code             | Subdivision           | Chinois |
| Hsinchu          | Hsinchu               | Hsinchu |
| ---------------- | --------------------- | ------- |
| 300              | District Est          | 東區    |
| 300              | District Nord         | 北區    |
| 300              | District de Xiangshan | 香山區  |
| Comté de Hsinchu |                       |         |
| 302              | Zhubei                | 竹北市  |
| 303              | Canton de Hukou       | 湖口鄉  |
| 304              | Canton de Xinfeng     | 新豐鄉  |
| 305              | Canton de Xinpu       | 新埔鎮  |
| 306              | Canton de Guanxi      | 關西鎮  |
| 307              | Canton de Qionglin    | 芎林鄉  |
| 308              | Canton de Baoshan     | 寶山鄉  |
| 310              | Canton de Zhudong     | 竹東鎮  |
| 311              | Canton de Wufeng      | 五峰鄉  |
| 312              | Canton de Hengshan    | 橫山鄉  |
| 313              | Canton de Jianshi     | 尖石鄉  |
| 314              | Canton de Beipu       | 北埔鄉  |
| 315              | Canton d'Emei         | 峨眉鄉  |
| Taoyuan          |                       |         |
| 320              | District de Zhongli   | 中壢區  |
| 324              | District de Pingzhen  | 平鎮區  |
| 325              | District de Longtan   | 龍潭區  |
| 326              | District de Yangmei   | 楊梅區  |
| 327              | District de Xinwu     | 新屋區  |
| 328              | District de Guanyin   | 觀音區  |
| 330              | District de Taoyuan   | 桃園區  |
| 333              | District de Guishan   | 龜山區  |
| 334              | District de Bade      | 八德區  |
| 335              | District de Daxi      | 大溪區  |
| 336              | District de Fuxing    | 復興區  |
| 337              | District de Dayuan    | 大園區  |
| 338              | District de Luzhu     | 蘆竹區  |
| Comté de Miaoli  |                       |         |
| 350              | Canton de Zhunan      | 竹南鎮  |
| 351              | Canton de Toufen      | 頭份鎮  |
| 352              | Canton de Sanwan      | 三灣鄉  |
| 353              | Canton de Nanzhuang   | 南庄鄉  |
| 354              | Canton de Shitan      | 獅潭鄉  |
| 356              | Canton de Houlong     | 後龍鎮  |
| 357              | Canton de Tongxiao    | 通霄鎮  |
| 358              | Canton de Yuanli      | 苑裡鎮  |
| 360              | Miaoli                | 苗栗市  |
| 361              | Canton de Zaoqiao     | 造橋鄉  |
| 362              | Canton de Touwu       | 頭屋鄉  |
| 363              | Canton de Gongguan    | 公館鄉  |
| 364              | Canton de Dahu        | 大湖鄉  |
| 365              | Canton de Tai'an      | 泰安鄉  |
| 366              | Canton de Tongluo     | 銅鑼鄉  |
| 367              | Canton de Sanyi       | 三義鄉  |
| 368              | Canton de Xihu        | 西湖鄉  |
| 369              | Canton de Zhuolan     | 卓蘭鎮  |

### 4 – Taichung
| Code     | Subdivision          | Chinois  |
| Taichung | Taichung             | Taichung |
| -------- | -------------------- | -------- |
| 400      | District Central     | 中區     |
| 401      | District Est         | 東區     |
| 402      | District Sud         | 南區     |
| 403      | District Ouest       | 西區     |
| 404      | District Nord        | 北區     |
| 406      | District de Beitun   | 北屯區   |
| 407      | District de Xitun    | 西屯區   |
| 408      | District de Nantun   | 南屯區   |
| 411      | District de Taiping  | 太平區   |
| 412      | District de Dali     | 大里區   |
| 413      | District de Wufeng   | 霧峰區   |
| 414      | District de Wuri     | 烏日區   |
| 420      | District de Fengyuan | 豐原區   |
| 421      | District de Houli    | 后里區   |
| 422      | District de Shigang  | 石岡區   |
| 423      | District de Dongshi  | 東勢區   |
| 424      | District de Heping   | 和平區   |
| 426      | District de Xinshe   | 新社區   |
| 427      | District de Tanzi    | 潭子區   |
| 428      | District de Daya     | 大雅區   |
| 429      | District de Shengang | 神岡區   |
| 432      | District de Dadu     | 大肚區   |
| 433      | District de Shalu    | 沙鹿區   |
| 434      | District de Longjing | 龍井區   |
| 435      | District de Wuqi     | 梧棲區   |
| 436      | District de Qingshui | 清水區   |
| 437      | District de Dajia    | 大甲區   |
| 438      | District de Waipu    | 外埔區   |
| 439      | District de Da'an    | 大安區   |

### 5 – Changhua et Nantou
| Code              | Subdivisions        | Chinois           |
| Comté de Changhua | Comté de Changhua   | Comté de Changhua |
| ----------------- | ------------------- | ----------------- |
| 500               | Changhua            | 彰化市            |
| 502               | Canton de Fenyuan   | 芬園鄉            |
| 503               | Canton de Huatan    | 花壇鄉            |
| 504               | Canton de Xiushui   | 秀水鄉            |
| 505               | Canton de Lukang    | 鹿港鎮            |
| 506               | Canton de Fuxing    | 福興鄉            |
| 507               | Canton de Xianxi    | 線西鄉            |
| 508               | Canton de Hemei     | 和美鎮            |
| 509               | Canton de Shengang  | 伸港鄉            |
| 510               | Canton de Yuanlin   | 員林鎮            |
| 511               | Canton de Shetou    | 社頭鄉            |
| 512               | Canton de Yongjing  | 永靖鄉            |
| 513               | Canton de Puxin     | 埔心鄉            |
| 514               | Canton de Xihu      | 溪湖鎮            |
| 515               | Canton de Dacun     | 大村鄉            |
| 516               | Canton de Puyan     | 埔鹽鄉            |
| 520               | Canton de Tianzhong | 田中鎮            |
| 521               | Canton de Beidou    | 北斗鎮            |
| 522               | Canton de Tianwei   | 田尾鄉            |
| 523               | Canton de Pitou     | 埤頭鄉            |
| 524               | Canton de Xizhou    | 溪州鄉            |
| 525               | Canton de Zhutang   | 竹塘鄉            |
| 526               | Canton d'Erlin      | 二林鎮            |
| 527               | Canton de Dacheng   | 大城鄉            |
| 528               | Canton de Fangyuan  | 芳苑鄉            |
| 530               | Canton d'Ershui     | 二水鄉            |
| Comté de Nantou   |                     |                   |
| 540               | Nantou              | 南投市            |
| 541               | Canton de Zhongliao | 中寮鄉            |
| 542               | Canton de Caotun    | 草屯鎮            |
| 544               | Canton de Guoxing   | 國姓鄉            |
| 545               | Canton de Puli      | 埔里鎮            |
| 546               | Canton de Ren'ai    | 仁愛鄉            |
| 551               | Canton de Mingjian  | 名間鄉            |
| 552               | Canton de Jiji      | 集集鎮            |
| 553               | Canton de Shuili    | 水里鄉            |
| 555               | Canton de Yuchi     | 魚池鄉            |
| 556               | Comté de Xinyi      | 信義鄉            |
| 557               | Comté de Zhushan    | 竹山鎮            |
| 558               | Comté de Lugu       | 鹿谷鄉            |

### 6 – Chiayi et Yunlin
| Code            | Subdivision         | Chinois  |
| Chiayi          | Chiayi              | Chiayi   |
| --------------- | ------------------- | -------- |
| 600             | District Est        | 東區     |
| 600             | District Ouest      | 西區     |
| Comté de Chiayi |                     |          |
| 602             | Canton de Fanlu     | 番路鄉   |
| 603             | Canton de Meishan   | 梅山鄉   |
| 604             | Canton de Zhuqi     | 竹崎鄉   |
| 605             | Canton d'Alishan    | 阿里山鄉 |
| 606             | Canton de Zhongpu   | 中埔鄉   |
| 607             | Canton de Dapu      | 大埔鄉   |
| 608             | Canton de Shuishang | 水上鄉   |
| 611             | Canton de Lucao     | 鹿草鄉   |
| 612             | Taibao              | 太保市   |
| 613             | Puzi                | 朴子市   |
| 614             | Canton de Dongshi   | 東石鄉   |
| 615             | Canton de Liujiao   | 六腳鄉   |
| 616             | Canton de Xingang   | 新港鄉   |
| 621             | Canton de Minxiong  | 民雄鄉   |
| 622             | Canton de Dalin     | 大林鎮   |
| 623             | Canton de Xikou     | 溪口鄉   |
| 624             | Canton de Yizhu     | 義竹鄉   |
| 625             | Canton de Budai     | 布袋鎮   |
| Comté de Yunlin |                     |          |
| 630             | Canton de Dounan    | 斗南鎮   |
| 631             | Canton de Dapi      | 大埤鄉   |
| 632             | Canton de Huwei     | 虎尾鎮   |
| 633             | Canton de Tuku      | 土庫鎮   |
| 634             | Canton de Baozhong  | 褒忠鄉   |
| 635             | Canton de Dongshi   | 東勢鄉   |
| 637             | Canton de Lunbei    | 崙背鄉   |
| 638             | Canton de Mailiao   | 麥寮鄉   |
| 640             | Douliu              | 斗六市   |
| 643             | Canton de Linnei    | 林內鄉   |
| 654             | Canton de Sihu      | 四湖鄉   |
| 636             | Canton de Taixi     | 臺西鄉   |
| 646             | Canton de Gukeng    | 古坑鄉   |
| 647             | Canton de Citong    | 莿桐鄉   |
| 648             | Canton de Xiluo     | 西螺鎮   |
| 649             | Canton d'Erlun      | 二崙鄉   |
| 651             | Canton de Beigang   | 北港鎮   |
| 652             | Canton de Shuilin   | 水林鄉   |
| 653             | Canton de Kouhu     | 口湖鄉   |
| 655             | Canton de Yuanchang | 元長鄉   |

### 7 – Tainan
| Code   | Subdivision           | Chinois |
| Tainan | Tainan                | Tainan  |
| ------ | --------------------- | ------- |
| 700    | District Centre-Ouest | 中西區  |
| 701    | District Est          | 東區    |
| 702    | District Sud          | 南區    |
| 704    | District Nord         | 北區    |
| 708    | District de Anping    | 安平區  |
| 709    | District de Annan     | 安南區  |
| 710    | District de Yongkang  | 永康區  |
| 711    | District de Guiren    | 歸仁區  |
| 712    | District de Xinhua    | 新化區  |
| 713    | District de Zuozhen   | 左鎮區  |
| 714    | District de Yujing    | 玉井區  |
| 715    | District de Nanxi     | 楠西區  |
| 716    | District de Nanhua    | 南化區  |
| 717    | District de Rende     | 仁德區  |
| 718    | District de Guanmiao  | 關廟區  |
| 719    | District de Longqi    | 龍崎區  |
| 720    | District de Guantian  | 官田區  |
| 721    | District de Madou     | 麻豆區  |
| 722    | District de Jiali     | 佳里區  |
| 723    | District de Xigang    | 西港區  |
| 724    | District de Qigu      | 七股區  |
| 725    | District de Jiangjun  | 將軍區  |
| 726    | District de Xuejia    | 學甲區  |
| 727    | District de Beimen    | 北門區  |
| 730    | District de Xinying   | 新營區  |
| 731    | District de Houbi     | 後壁區  |
| 732    | District de Baihe     | 白河區  |
| 733    | District de Dongshan  | 東山區  |
| 734    | District de Liujia    | 六甲區  |
| 735    | District de Xiaying   | 下營區  |
| 736    | District de Liuying   | 柳營區  |
| 737    | District de Yanshui   | 鹽水區  |
| 741    | District de Shanhua   | 善化區  |
| 742    | District de Danei     | 大內區  |
| 743    | District de Shanshang | 山上區  |
| 744    | District de Xinshi    | 新市區  |
| 745    | District d'Anding     | 安定區  |

### 8 – Kaohsiung, Kinmen et Penghu
| Code            | Subdivision              | Chinois   |
| Kaohsiung       | Kaohsiung                | Kaohsiung |
| --------------- | ------------------------ | --------- |
| 800             | District de Xinxing      | 新興區    |
| 801             | District de Qianjin      | 前金區    |
| 802             | District de Lingya       | 苓雅區    |
| 803             | District de Yancheng     | 鹽埕區    |
| 804             | District de Gushan       | 鼓山區    |
| 805             | District de Qijin        | 旗津區    |
| 806             | District de Qianzhen     | 前鎮區    |
| 807             | District de Sanmin       | 三民區    |
| 811             | District de Nanzi        | 楠梓區    |
| 812             | District de Xiaogang     | 小港區    |
| 813             | District de Zuoying      | 左營區    |
| 814             | District de Renwu        | 仁武區    |
| 815             | District de Dashe        | 大社區    |
| 817             | Îles Pratas (Dongsha)    | 東沙群島  |
| 819             | Îles Spratleys (Nanshan) | 南沙群島  |
| 820             | District de Gangshan     | 岡山區    |
| 821             | District de Luzhu        | 路竹區    |
| 822             | District d'Alian         | 阿蓮區    |
| 823             | District de Tianliao     | 田寮區    |
| 824             | District de Yanchao      | 燕巢區    |
| 825             | District de Qiaotou      | 橋頭區    |
| 826             | District de Ziguan       | 梓官區    |
| 827             | District de Mituo        | 彌陀區    |
| 828             | District de Yong'an      | 永安區    |
| 829             | District de Hunei        | 湖內區    |
| 830             | District de Fengshan     | 鳳山區    |
| 831             | District de Daliao       | 大寮區    |
| 832             | District de Linyuan      | 林園區    |
| 833             | District de Niaosong     | 鳥松區    |
| 840             | District de Dashu        | 大樹區    |
| 842             | District de Qishan       | 旗山區    |
| 843             | District de Meinong      | 美濃區    |
| 844             | District de Liugui       | 六龜區    |
| 845             | District de Neimen       | 內門區    |
| 846             | District de Shanlin      | 杉林區    |
| 847             | District de Jiaxian      | 甲仙區    |
| 848             | District de Taoyuan      | 桃源區    |
| 849             | District de Namaxia      | 那瑪夏區  |
| 851             | District de Maolin       | 茂林區    |
| 852             | District de Qieding      | 茄萣區    |
| Comté de Penghu |                          |           |
| 880             | Magong                   | 馬公市    |
| 881             | Canton de Xiyu           | 西嶼鄉    |
| 882             | Canton de Wang'an        | 望安鄉    |
| 883             | Canton de Qimei          | 七美鄉    |
| 884             | Canton de Baisha         | 白沙鄉    |
| 885             | Canton de Huxi           | 湖西鄉    |
| Comté de Kinmen |                          |           |
| 890             | Canton de Jinsha         | 金沙鎮    |
| 891             | Canton de Jinhu          | 金湖鎮    |
| 892             | Canton de Jinning        | 金寧鄉    |
| 893             | Canton de Jincheng       | 金城鎮    |
| 894             | Canton de Lieyu          | 烈嶼鄉    |
| 896             | Canton de Wuqiu          | 烏坵鄉    |

### 9 – Hualien, Pingtung et Taitung
| Code              | Subdivision         | Chinois           |
| Comté de Pingtung | Comté de Pingtung   | Comté de Pingtung |
| ----------------- | ------------------- | ----------------- |
| 900               | Pingtung            | 屏東市            |
| 901               | Canton de Sandimen  | 三地門鄉          |
| 902               | Canton de Wutai     | 霧臺鄉            |
| 903               | Canton de Majia     | 瑪家鄉            |
| 904               | Canton de Jiuru     | 九如鄉            |
| 905               | Canton de Ligang    | 里港鄉            |
| 906               | Canton de Gaoshu    | 高樹鄉            |
| 907               | Canton de Yanpu     | 鹽埔鄉            |
| 908               | Canton de Changzhi  | 長治鄉            |
| 909               | Canton de Linluo    | 麟洛鄉            |
| 911               | Canton de Zhutian   | 竹田鄉            |
| 912               | Canton de Neipu     | 內埔鄉            |
| 913               | Canton de Wandan    | 萬丹鄉            |
| 920               | Canton de Chaozhou  | 潮州鎮            |
| 921               | Canton de Taiwu     | 泰武鄉            |
| 922               | Canton de Laiyi     | 來義鄉            |
| 923               | Canton de Wanluan   | 萬巒鄉            |
| 924               | Canton de Kanding   | 崁頂鄉            |
| 925               | Canton de Xinpi     | 新埤鄉            |
| 926               | Canton de Nanzhou   | 南州鄉            |
| 927               | Canton de Linbian   | 林邊鄉            |
| 928               | Canton de Donggang  | 東港鎮            |
| 929               | Canton de Liuqiu    | 琉球鄉            |
| 931               | Canton de Jiadong   | 佳冬鄉            |
| 932               | Canton de Xinyuan   | 新園鄉            |
| 940               | Canton de Fangliao  | 枋寮鄉            |
| 941               | Canton de Fangshan  | 枋山鄉            |
| 942               | Canton de Chunri    | 春日鄉            |
| 943               | Canton de Shizi     | 獅子鄉            |
| 944               | Canton de Checheng  | 車城鄉            |
| 945               | Canton de Mudan     | 牡丹鄉            |
| 946               | Canton de Hengchun  | 恆春鎮            |
| 947               | Canton de Manzhou   | 滿州鄉            |
| Comté de Taïtung  |                     |                   |
| 950               | Taïtung             | 臺東市            |
| 951               | Canton de Lüdao     | 綠島鄉            |
| 952               | Canton de Lanyu     | 蘭嶼鄉            |
| 953               | Canton de Yanping   | 延平鄉            |
| 954               | Canton de Beinan    | 卑南鄉            |
| 955               | Canton de Luye      | 鹿野鄉            |
| 956               | Canton de Guanshan  | 關山鎮            |
| 957               | Canton de Haiduan   | 海端鄉            |
| 958               | Canton de Chishang  | 池上鄉            |
| 959               | Canton de Donghe    | 東河鄉            |
| 961               | Canton de Chenggong | 成功鎮            |
| 962               | Canton de Changbin  | 長濱鄉            |
| 963               | Canton de Taimali   | 太麻里鄉          |
| 964               | Canton de Jinfeng   | 金峰鄉            |
| 965               | Canton de Dawu      | 大武鄉            |
| 966               | Canton de Daren     | 達仁鄉            |
| Comté de Hualien  |                     |                   |
| 970               | Hualien             | 花蓮市            |
| 971               | Canton de Xincheng  | 新城鄉            |
| 972               | Canton de Xiulin    | 秀林鄉            |
| 973               | Canton de Ji'an     | 吉安鄉            |
| 974               | Canton de Shoufeng  | 壽豐鄉            |
| 975               | Canton de Fenglin   | 鳳林鎮            |
| 976               | Canton de Guangfu   | 光復鄉            |
| 977               | Canton de Fengbin   | 豐濱鄉            |
| 978               | Canton de Ruisui    | 瑞穗鄉            |
| 979               | Canton de Wanrong   | 萬榮鄉            |
| 981               | Canton de Yuli      | 玉里鎮            |
| 982               | Canton de Zhuoxi    | 卓溪鄉            |
| 983               | Canton de Fuli      | 富里鄉            |

## Remarques
Concernant les territoires contestés, il est, dans la pratique, possible d'envoyer du courrier sur les îles Pratas (817) et sur l'île d'Itu Aba, l'île la plus grande des îles Spratley (819), puisque ces îles sont contrôlées par Taïwan. En revanche, il n'existe pas de livraison du courrier pour les îles Diaoyu (290), car elles sont contrôlées par le Japon et demeurent inhabitées pendant de nombreuses décennies.